# Moho de Kauai
Moho braccatus
Espèce
Statut de conservation UICN

 EX  : Éteint
Le Moho de Kauai (Moho braccatus), aussi appelé O’o de Kauai ou Ōʻōʻāʻā, est une espèce supposée éteinte d'oiseaux de la famille des Mohoidae. Il était endémique de Hawaï. Il n’a pas été observé depuis 1987.